# Goodyera stenopetala
Goodyēra stenopetāla  (лат.) — вид однодольных растений рода Гудайера (Goodyera) семейства Орхидные (Orchidaceae). Растение впервые описано в 1911 году немецким ботаником Фридрихом Рихардом Рудольфом Шлехтером.
В 2010 году австралийский ботаник Пол Эйбел Ормерод разделил вид Goodyera stenopetala на следующие подвиды:
- Goodyera stenopetala subsp. rendovana Ormerod, 2010
- Goodyera stenopetala Schltr. subsp. stenopetala

## Распространение
Распространён в биогеографическом регионе Папуасия, на острове Новая Гвинея.
Подвид Goodyera stenopetala subsp. rendovana произрастает на Соломоновых Островах.

## Описание
Корневищный геофит.